# Pinguicula lignicola
Pinguicula lignicola är en tätörtsväxtart som beskrevs av Barnh.. Pinguicula lignicola ingår i släktet tätörter, och familjen tätörtsväxter. Inga underarter finns listade i Catalogue of Life.